# Darstellungstheorie kompakter Gruppen
Die Darstellungstheorie kompakter Gruppen ist ein Teilgebiet der Mathematik, in dem man untersucht, wie Gruppen auf gegebenen Strukturen operieren.
Die Darstellungstheorie findet in vielen Bereichen der Mathematik, als auch in der Quantenchemie und Physik Anwendung.
Man verwendet die Darstellungstheorie unter anderem in der Algebra, um die Struktur von Gruppen zu untersuchen, in der Harmonischen Analyse und in der Zahlentheorie.
Beispielsweise wird im modernen Ansatz zum besseren Verständnis automorpher Formen die Darstellungstheorie verwendet.
Die Theorie der Darstellungen kompakter Gruppen lässt sich in gewissen Maßen auf lokalkompakte Gruppen ausweiten. In diesem Zusammenhang entfaltet die Darstellungstheorie große Bedeutung für die Harmonische Analyse und die Untersuchung automorpher Formen. Für genauere Einblicke, Beweise und weiter reichende Informationen als in diesem kurzen Überblick gegeben werden, können herangezogen werden.

## Geschichte
Charaktere endlicher abelscher Gruppen sind ein seit dem 18. Jahrhundert in der Zahlentheorie verwendetes Hilfsmittel, aber erst Frobenius dehnte dieses Konzept 1896 auf nichtabelsche Gruppen aus. Die Theorie der Charaktere symmetrischer und alternierender Gruppen wurde um 1900 von Frobenius und Young ausgearbeitet.
Burnside und Schur formulierten Frobenius’ Charaktertheorie auf Basis von Matrix-Darstellungen anstelle von Charakteren. Burnside bewies, dass jede endlichdimensionale Darstellung einer endlichen Gruppe ein Skalarprodukt invariant lässt und erhielt damit einen einfacheren Beweis der (bereits bekannten) Zerlegbarkeit in irreduzible Darstellungen. Schur bewies das nach ihm benannte Lemma und die Orthogonalitätsrelationen.
Erst Emmy Noether gab die heute übliche Definition von Darstellungen mittels linearer Abbildungen eines Vektorraumes.
Schur beobachtete 1924, dass man mittels invarianter Integration die Darstellungstheorie endlicher Gruppen auf kompakte Gruppen ausdehnen kann, die Darstellungstheorie kompakter zusammenhängender Lie-Gruppen wurde dann von Weyl entwickelt.

## Definition und Eigenschaften
Eine topologische Gruppe ist eine Gruppe mit einer Topologie, bezüglich der die Gruppenverknüpfung und die Inversenbildung stetig sind. Eine solche Gruppe heißt kompakt, falls jede in der Topologie offene Überdeckung von {\displaystyle G} eine endliche Teilüberdeckung besitzt. Abgeschlossene Untergruppen einer kompakten Gruppe sind wieder kompakt.
Sei {\displaystyle G} eine kompakte Gruppe und sei {\displaystyle V} ein endlichdimensionaler {\displaystyle \mathbb {C} }-Vektorraum. Eine lineare Darstellung von {\displaystyle G} nach {\displaystyle V} ist ein stetiger Gruppenhomomorphismus {\displaystyle \rho \colon G\to {\text{GL}}(V),} d. h., {\displaystyle \rho (s)v} ist eine stetige Funktion in den zwei Variablen {\displaystyle s\in G,v\in V.}

Eine lineare Darstellung von {\displaystyle G} in einen Banachraum {\displaystyle V} wird definiert als stetiger Gruppenhomomorphismus von {\displaystyle G} in die Menge aller bijektiven, beschränkten linearen Operatoren auf {\displaystyle V} mit stetigem Inversen. Da {\displaystyle \pi (s)^{-1}=\pi (s^{-1})} kann auf die letzte Forderung verzichtet werden. Ab jetzt werden wir uns besonders mit Darstellungen kompakter Gruppen in Hilberträumen beschäftigen.
Wie bei endlichen Gruppen kann man die Gruppenalgebra und die Faltungsalgebra definieren. Allerdings liefert die Gruppenalgebra im Falle nicht-endlicher Gruppen keine hilfreichen Informationen, da die Stetigkeitsbedingung bei der Bildung verloren geht. Stattdessen nimmt die Faltungsalgebra {\displaystyle L^{1}(G)} ihren Platz ein.
Die meisten Eigenschaften von Darstellungen endlicher Gruppen lassen sich mit entsprechenden Änderungen auf kompakte Gruppen übertragen.
Dafür benötigen wir eine Entsprechung für die Summation über einer endlichen Gruppe:
Existenz und Eindeutigkeit des Haarmaßes auf {\displaystyle G}
Auf einer kompakten Gruppe {\displaystyle G} existiert genau ein Maß {\displaystyle \mathrm {d} t,} sodass:
- {\displaystyle \int _{G}^{}f(t)\,\mathrm {d} t=\int _{G}f(st)\,\mathrm {d} t} für alle {\displaystyle s\in G,} d. h., das Maß ist linksinvariant.
- {\displaystyle \int _{G}\,\mathrm {d} t=1,} also die gesamte Gruppe hat Maß {\displaystyle 1.}

Ein solches linksinvariantes, normiertes Maß heißt Haarmaß der Gruppe {\displaystyle G.}

Da {\displaystyle G} kompakt ist, kann man zeigen, dass dieses Maß auch rechtsinvariant ist, d. h., es gilt zusätzlich
- {\displaystyle \int _{G}^{}f(t)\,\mathrm {d} t=\int _{G}f(ts)\,\mathrm {d} t} für alle {\displaystyle s\in G.}

Auf einer endlichen Gruppe ist das Haarmaß mit der Normierungseigenschaft von oben gegeben durch {\displaystyle \mathrm {d} t(s)={\frac {1}{|G|}}} für alle {\displaystyle s\in G.}
Alle Definitionen zu Darstellungen endlicher Gruppen, die im Abschnitt Definition und Eigenschaften angegeben werden, gelten auch für Darstellungen kompakter Gruppen. Es gibt einige wenige Modifizierungen:

Für eine Unterdarstellung benötigt man nun einen abgeschlossenen Unterraum. Bei endlich dimensionalen Darstellungsräumen wird dies nicht gefordert, da in diesem Falle jeder Unterraum abgeschlossen ist. Des Weiteren heißen zwei Darstellungen {\displaystyle \rho ,\pi } einer kompakten Gruppe {\displaystyle G} äquivalent, falls es einen linearen Operator {\displaystyle T} zwischen den jeweiligen Darstellungsräumen gibt, der stetig und invertierbar ist, und dessen Inverses ebenfalls stetig ist und der {\displaystyle T\circ \rho (s)=\pi (s)\circ T} für alle {\displaystyle s\in G} erfüllt.

Ist {\displaystyle T} unitär, so heißen die beiden Darstellungen unitär äquivalent.

Um ein {\displaystyle G}-invariantes Skalarprodukt aus einem nicht invarianten zu erhalten, verwendet man nun nicht die Summe über {\displaystyle G,} sondern das Integral. Ist {\displaystyle (\cdot |\cdot )} ein Skalarprodukt auf einem Hilbertraum {\displaystyle V,} das bezüglich der Darstellung {\displaystyle \rho } von {\displaystyle G} nicht invariant ist, so bildet
{\displaystyle (v|u)_{\rho }=\int _{G}(\rho (t)v|\rho (t)u)\,\mathrm {d} t}
ein {\displaystyle G}-invariantes Skalarprodukt auf {\displaystyle V,} auf Grund der Haarmaßeigenschaften von {\displaystyle \mathrm {d} t.}

Damit können Darstellungen auf Hilberträumen ohne Einschränkung als unitär angesehen werden.
Sei {\displaystyle G} eine kompakte Gruppe und sei {\displaystyle s\in G.} Auf dem Hilbertraum {\displaystyle L^{2}(G)} der quadratisch integrierbaren Funktionen auf {\displaystyle G} wird der Operator {\displaystyle L_{s}} definiert durch {\displaystyle L_{s}\Phi (t)=\Phi (s^{-1}t),} wobei {\displaystyle \Phi \in L^{2}(G),t\in G.}

Die Abbildung {\displaystyle s\mapsto L_{s}} ist eine unitäre Darstellung von {\displaystyle G.} Sie heißt die linksreguläre Darstellung. Man kann auch die rechtsreguläre Darstellung definieren. Da das Haarmaß auf {\displaystyle G} zusätzlich rechtsinvariant ist, ist der Operator {\displaystyle R_{s}} auf {\displaystyle L^{2}(G)} gegeben durch {\displaystyle R_{s}\Phi (t)=\Phi (ts).} Die rechtsreguläre Darstellung ist dann die unitäre Darstellung, die gegeben ist durch {\displaystyle s\mapsto R_{s}.} Die beiden Darstellungen {\displaystyle s\mapsto L_{s}} und {\displaystyle s\mapsto R_{s}} sind dual zueinander.

Falls {\displaystyle G} nicht endlich ist, haben diese Darstellungen keinen endlichen Grad. Für eine endliche Gruppe sind die links- und rechtsreguläre Darstellung, wie am Anfang definiert, isomorph zu der eben definierten rechts- bzw. linksregulären Darstellung, da in diesem Fall {\displaystyle L^{2}(G)\cong L^{1}(G)\cong \mathbb {C} [G].}

## Konstruktionen und Zerlegungen
Die verschiedenen Konstruktionsmöglichkeiten von neuen Darstellungen aus Gegebenen funktioniert für kompakte Gruppen ebenso wie bei endlichen Gruppen, mit Ausnahme der dualen Darstellung, auf die noch eingegangen wird.
Die direkte Summe und das Tensorprodukt mit jeweils endlich vielen Summanden/Faktoren werden jedoch genau gleich definiert wie bei endlichen Gruppen. Dies gilt auch für das symmetrische und alternierende Quadrat.
Um auch für kompakte Gruppen das Resultat zu erhalten, dass die irreduziblen Darstellungen des Produkts zweier Gruppen bis auf Isomorphie genau die Tensorprodukte der irreduziblen Darstellungen der einzelnen Gruppen sind, benötigen wir ein Haarmaß auf dem direkten Produkt. Das direkten Produkt zweier kompakter Gruppen {\displaystyle G_{1}\times G_{2}} liefert mit der Produkttopologie wieder eine kompakte Gruppe. Das Haarmaß auf dieser Gruppe ist gegeben durch das Produkt der Haarmaße auf den einzelnen Gruppen.
Für die duale Darstellung auf kompakten Gruppen benötigen wir den topologischen Dual {\displaystyle V'} des Vektorraums {\displaystyle V.} Dies ist der Vektorraum aller stetigen Linearformen auf {\displaystyle V.} Sei {\displaystyle \pi } eine Darstellung der kompakten Gruppe {\displaystyle G} in {\displaystyle V.} Die duale Darstellung {\displaystyle \pi '\colon G\to {\text{GL}}(V')} ist dann definiert durch die Eigenschaft {\displaystyle \langle \pi '(s)v',\pi (s)v\rangle =\langle v',v\rangle :=v'(v)} für alle {\displaystyle v\in V,v'\in V',s\in G.} Es ergibt sich damit, dass die duale Darstellung gegeben ist durch {\displaystyle \pi '(s)v'=v'\circ \pi (s^{-1})} für alle {\displaystyle v'\in V',s\in G.} Dies ist wieder ein stetiger Gruppenhomomorphismus und damit eine Darstellung.

Auf Hilberträumen gilt: {\displaystyle \pi } ist genau dann irreduzibel, wenn {\displaystyle \pi '} irreduzibel ist.
Durch Übertragung der Resultate aus dem Abschnitt Darstellungstheorie endlicher Gruppen#Zerlegung von Darstellungen erhalten wir folgende Sätze:
Satz
Jede irreduzible Darstellung {\displaystyle (\tau ,V_{\tau })} einer kompakten Gruppe {\displaystyle G} in einen Hilbertraum ist endlich dimensional und es gibt ein Skalarprodukt auf {\displaystyle V_{\tau },} sodass {\displaystyle \tau } unitär ist. Dieses Skalarprodukt ist auf Grund der Normiertheit des Haar Maßes eindeutig.

Jede Darstellung einer kompakten Gruppe ist isomorph zu einer direkten Hilbertsumme irreduzibler Darstellungen.
Sei {\displaystyle (\rho ,V_{\rho })} eine unitäre Darstellung der kompakten Gruppe {\displaystyle G.} Für eine irreduzible Darstellung {\displaystyle (\tau ,V_{\tau })} definieren wir wie bei endlichen Gruppen den Isotyp von {\displaystyle \tau } bzw. die isotypische Komponente in {\displaystyle \rho } als den Unterraum
{\displaystyle V_{\rho }(\tau )=\sum _{U\subset V_{\rho } \atop U\cong V_{\tau }}U.}
Dies ist die Summe aller invarianten abgeschlossenen Unterräume {\displaystyle U,} die {\displaystyle G}-isomorph zu {\displaystyle V_{\tau }} sind.

Man beachte, dass die Isotypen nicht äquivalenter, irreduzibler Darstellungen paarweise orthogonal sind.
Satz
- {\displaystyle V_{\rho }(\tau )} ist ein abgeschlossener invarianter Unterraum von {\displaystyle V_{\rho }.}
- {\displaystyle V_{\rho }(\tau )} ist {\displaystyle G}-isomorph zu einer direkten Summe von Kopien von {\displaystyle V_{\tau }.}
- {\displaystyle V_{\rho }} ist die direkte Hilbertsumme der Isotypen {\displaystyle V_{\rho }(\tau ),} wobei {\displaystyle \tau } alle Isomorphieklassen der irreduziblen Darstellungen durchläuft. Diese Zerlegung ist die kanonische Zerlegung.

Die zur kanonischen Zerlegung gehörende Projektion {\displaystyle p_{\tau }\colon V\to V(\tau ),} wobei {\displaystyle V(\tau )} ein Isotyp von {\displaystyle V} ist, ist bei kompakten Gruppen gegeben durch
{\displaystyle p_{\tau }(v)=n_{\tau }\int _{G}{\overline {\chi _{\tau }(t)}}\rho (t)(v)\,\mathrm {d} t,}
wobei {\displaystyle n_{\tau }={\text{dim}}(V(\tau ))} und {\displaystyle \chi _{\tau }} der zur irreduziblen Darstellung {\displaystyle \tau } gehörige Charakter ist.
Projektionsformel
Für jede Darstellung {\displaystyle (\rho ,V)} einer kompakten Gruppe {\displaystyle G} definiere
{\displaystyle V^{G}=\{v\in V\mid \rho (s)v=v\;\;\forall s\in G\}.}
Im Allgemeinen ist {\displaystyle \rho (s)\colon V\to V} nicht {\displaystyle G}-linear.
Setze {\displaystyle \textstyle Pv:=\int _{G}\rho (s)v\,\mathrm {d} s.}
Die Abbildung {\displaystyle P} ist definiert als Endomorphismus auf {\displaystyle V} durch die Eigenschaft
{\displaystyle (\int _{G}\rho (s)v\,\mathrm {d} s|w)=\int _{G}(\rho (s)v|w)\,\mathrm {d} s,}
die für das Skalarprodukt des Hilbertraums {\displaystyle V} gilt.
Dann ist {\displaystyle P} eine {\displaystyle G}-lineare Abbildung, denn es gilt
{\displaystyle {\begin{aligned}(\int _{G}\rho (s)(\rho (t)v)\,\mathrm {d} s|w)&=\int _{G}(\rho (tst^{-1})(\rho (t)v)|w)\,\mathrm {d} s\\&=\int _{G}(\rho (ts)v|w)\,\mathrm {d} s\\&=\int (\rho (t)\rho (s)v|w)\,\mathrm {d} s\\&=(\rho (t)\int _{G}\rho (s)v\,\mathrm {d} s|w),\end{aligned}}}
wobei wir die Invarianz des Haarmaßes ausgenutzt haben.
Proposition
Die Abbildung {\displaystyle P} ist eine Projektion von {\displaystyle V} nach {\displaystyle V^{G}.}
Falls die Darstellung endlich dimensional ist, kann man wie bei endlichen Gruppen die direkte Summe der trivialen Teildarstellungen bestimmen.

## Charaktere, Lemma von Schur und das Skalarprodukt
Die Darstellungen kompakter Gruppen betrachtet man im Allgemeinen auf Hilbert- oder Banachräumen. Diese sind meist nicht endlich-dimensional. Es ist also für beliebige Darstellungen kompakter Gruppen nicht sinnvoll von Charakteren zu sprechen. Allerdings kann man sich meist auf den endlichdimensionalen Fall einschränken:
Da irreduzible Darstellungen kompakter Gruppen endlichdimensional und mit den Resultaten aus dem ersten Unterkapitel ohne Einschränkung unitär sind, können irreduzible Charaktere analog wie für endliche Gruppen definiert werden.

Wie bei endlichen Gruppen vertragen sich die Charaktere mit den Konstruktionen, solange die konstruierten Darstellungen endlich dimensional bleiben.
Auch für kompakte Gruppen gilt das Lemma von Schur:

Sei {\displaystyle (\pi ,V)} eine irreduzible unitäre Darstellung einer kompakten Gruppe {\displaystyle G.} Dann ist jeder beschränkte Operator {\displaystyle T\colon V\to V} mit der Eigenschaft {\displaystyle T\circ \pi (s)=\pi (s)\circ T} für alle {\displaystyle s\in G} ein skalares Vielfaches der Identität, d. h., es gibt ein {\displaystyle \lambda \in \mathbb {C} ,} sodass {\displaystyle T=\lambda {\text{Id}}.}
Definitionen
Auf der Menge {\displaystyle L^{2}(G)} aller quadratisch integrierbaren Funktionen einer kompakten Gruppe kann man ein Skalarprodukt definieren, durch
{\displaystyle (\Phi |\Psi )=\int _{G}\Phi (t){\overline {\Psi (t)}}\,\mathrm {d} t.}
Ebenso definiert man auf {\displaystyle L^{2}(G)} für eine kompakten Gruppe {\displaystyle G} eine Bilinearform durch
{\displaystyle \langle \Phi ,\Psi \rangle =\int _{G}\Phi (t)\Psi (t^{-1})\,\mathrm {d} t.}
Die Bilinearform auf den Darstellungsräumen wird genauso definiert, wie bei endlichen Gruppen.

Analog zu endlichen Gruppen gelten damit folgende Resultate:
Satz (Schursche Orthogonalitätsrelationen)
Sind {\displaystyle \chi ,\chi '} die Charaktere zweier nicht isomorpher irreduzibler Darstellungen {\displaystyle V,V',} so gilt
- {\displaystyle (\chi |\chi ')=0.}
- {\displaystyle (\chi |\chi )=1,} d. h., {\displaystyle \chi } hat „Norm“ {\displaystyle 1.}

Satz
Sei {\displaystyle V} eine Darstellung von {\displaystyle G.} Es gelte {\displaystyle V=W_{1}\oplus \cdots \oplus W_{k},} wobei die {\displaystyle W_{i}} irreduzibel sind. Da die direkte Summe endlich ist, lässt sich für {\displaystyle V} durch die Summe der irreduziblen Charaktere ein Charakter {\displaystyle \xi } definieren. Sei nun {\displaystyle (\tau ,W)} eine irreduzible Darstellung von {\displaystyle G} mit Charakter {\displaystyle \chi .} Dann gilt:

Die Anzahl an Teildarstellungen {\displaystyle W_{i}} die zu {\displaystyle W} äquivalent sind, hängt nicht von der gegebenen Zerlegung ab und entspricht dem Skalarprodukt {\displaystyle (\xi |\chi ).}

D. h., der {\displaystyle \tau }-Isotyp {\displaystyle V(\tau )} von {\displaystyle V} ist unabhängig von der Wahl der Zerlegung und es gilt:
{\displaystyle {\text{dim}}(W)(\xi |\chi )={\text{dim}}(V(\tau ))={\text{dim}}(W)\langle V,W\rangle .}
Satz
Zwei irreduzible Darstellungen mit dem gleichen Charakter sind isomorph.
Irreduzibilitätskriterium
Sei {\displaystyle \chi } der Charakter einer Darstellung {\displaystyle V,} dann ist {\displaystyle (\chi |\chi )\in \mathbb {N} _{0}} und es gilt {\displaystyle (\chi |\chi )=1} genau dann, wenn {\displaystyle V} irreduzibel ist.
Zusammen mit dem ersten Satz bilden also die Charaktere irreduzibler Darstellungen von {\displaystyle G} bezüglich dieses Skalarproduktes ein Orthonormalsystem auf {\displaystyle L^{2}(G).}
Korollar
Jede irreduzible Darstellung {\displaystyle V} von {\displaystyle G} ist {\displaystyle {\text{dim}}(V)}-mal in der linksregulären Darstellung enthalten.
Lemma
Sei {\displaystyle G} eine kompakte Gruppe. Dann sind äquivalent:
- {\displaystyle G} ist abelsch.
- Alle irreduziblen Darstellungen von {\displaystyle G} haben Grad {\displaystyle 1.}

Orthonormaleigenschaft
Sei {\displaystyle G} eine kompakte Gruppe. Die paarweise nicht isomorphen irreduziblen Charaktere von {\displaystyle G} bilden eine Orthonormalbasis von {\displaystyle L^{2}(G).}
Dies zeigt man, analog wie bei endlichen Gruppen, in dem man beweist, dass es außer der {\displaystyle 0} keine quadratisch integrierbare Funktion gibt, die auf den irreduziblen Charakteren orthogonal ist.
Wie bei endlichen Gruppen gilt auch:
Die Anzahl der irreduziblen Darstellungen einer Gruppe {\displaystyle G} bis auf Isomorphie entspricht der Anzahl an Konjugationsklassen von {\displaystyle G.} Allerdings hat eine kompakte Gruppe im Allgemeinen unendlich viele Konjugationsklassen.

## Induzierte Darstellungen
Falls {\displaystyle H} eine abgeschlossene Untergruppe von endlichem Index in der kompakten Gruppe {\displaystyle G} ist, kann die Definition der induzierten Darstellung wie bei endlichen Gruppen übernommen werden.

Die induzierte Darstellung kann jedoch auch allgemeiner definiert werden, sodass die Definition auch gültig ist, falls der Index von {\displaystyle H} in {\displaystyle G} nicht endlich ist.

Sei dazu {\displaystyle (\eta ,V_{\eta })} eine unitäre Darstellung der abgeschlossenen Untergruppe {\displaystyle H.} Die stetig induzierte Darstellung {\displaystyle {\text{Ind}}_{H}^{G}(\eta )=(I,V_{I})} wird wie folgt definiert:

Mit {\displaystyle V_{I}} bezeichnen wir den Hilbertraum aller messbaren, quadratisch integrierbaren Funktionen {\displaystyle \Phi \colon G\to V_{\eta }} mit der Eigenschaft, dass {\displaystyle \Phi (ls)=\eta (l)\Phi (s)} für alle {\displaystyle l\in H,s\in G.} Die Norm ist {\displaystyle ||\Phi ||_{G}={\text{sup}}_{s\in G}||\Phi (s)||} und die Darstellung {\displaystyle I} ist gegeben durch Rechtstranslation: {\displaystyle I(s)\Phi (k)=\Phi (ks).}

Die induzierte Darstellung ist dann wieder eine unitäre Darstellung.

Da {\displaystyle G} kompakt ist, zerfällt die induzierte Darstellung in die direkte Summe irreduzibler Darstellungen von {\displaystyle G.} Dabei gilt, dass alle irreduziblen Darstellungen, die zum gleichen Isotyp gehören, mit der Vielfachheit auftreten, die {\displaystyle {\text{dim}}({\text{Hom}}_{G}(V_{\eta },V_{I}))} entspricht.

Sei {\displaystyle (\rho ,V_{\rho })} eine Darstellung von {\displaystyle G,} dann gibt es einen kanonischen Isomorphismus
{\displaystyle T\colon {\text{Hom}}_{G}(V_{\rho },I_{H}^{G}(\eta ))\to {\text{Hom}}_{H}(V_{\rho }|_{H},V_{\eta })=\langle V_{\eta },V_{I}\rangle _{G}.}
Die Frobeniusreziprozität überträgt sich mit der modifizierten Definition des Skalarproduktes und der Bilinearform auf kompakte Gruppen, wobei der Satz anstatt für Klassenfunktionen, hier für quadratisch integrierbare Funktionen auf {\displaystyle G} gilt und die Untergruppe {\displaystyle H} abgeschlossen sein muss.

## Satz von Peter-Weyl
Ein weiteres wichtiges Resultat zur Darstellungstheorie kompakter Gruppen ist der Satz von Peter-Weyl. Dieser wird üblicherweise in der Harmonischen Analyse bewiesen, in der er eine zentrale Stelle einnimmt.
Satz von Peter-Weyl
Sei {\displaystyle G} eine kompakte Gruppe. Für jede irreduzible Darstellung {\displaystyle (\tau ,V_{\tau })} von {\displaystyle G} sei {\displaystyle e_{1},\dotsc ,e_{{\text{dim}}(\tau )}} eine Orthonormalbasis von {\displaystyle V_{\tau }.}

Definiere die Matrixkoeffizienten {\displaystyle \tau _{k,l}(s)=\langle \tau (s)e_{k},e_{l}\rangle } für {\displaystyle 1\leq k,l\leq {\text{dim}}(\tau ),s\in G.}

Dann ist
{\displaystyle ({\sqrt {{\text{dim}}(\tau )}}\tau _{k,l})_{k,l}}
eine Orthonormalbasis von {\displaystyle L^{2}(G).}
Zweite Version des Satzes von Peter-Weyl
Es gibt einen natürlichen {\displaystyle G\times G}-Isomorphismus
{\displaystyle L^{2}(G)\cong _{G\times G}{\widehat {\bigoplus }}_{\tau \in {\hat {G}}}{\text{End}}(V_{\tau })\cong _{G\times G}{\widehat {\bigoplus }}_{\tau \in {\hat {G}}}\tau \otimes \tau ^{*},}
wobei {\displaystyle {\hat {G}}} die Menge aller irreduziblen Darstellungen von {\displaystyle G} bis auf Isomorphie bezeichnet und {\displaystyle V_{\tau }} den zur Darstellung {\displaystyle \tau } gehörigen Darstellungsraum.
Dieser Isomorphismus bildet ein gegebenes {\displaystyle \Phi \in L^{2}(G)} ab auf {\displaystyle \sum _{\tau \in {\hat {G}}}\tau (\Phi ),} wobei
{\displaystyle \tau (\Phi )=\int _{G}\Phi (t)\tau (t)\,\mathrm {d} t\in {\text{End}}(V_{\tau }).}
Auf diese Weise erhalten wir eine Verallgemeinerung der Fourierreihe für Funktionen auf kompakten Gruppen.

Dieser Satz ist lediglich eine Umformulierung der ersten Version.

Einen Beweis dieses Satzes und mehr Informationen zu Darstellungstheorie kompakter Gruppen findet man in.